# Fevzi Zemzem
Fevzi Zemzem (İskenderun, 1941. július 4. – 2022. március 21.) válogatott török labdarúgó, csatár, bajnoki gólkirály (1967–68).

## Pályafutása

### Klubcsapatban
1960 és 1974 között a Göztepe labdarúgója volt, ahol két törökkupa-győzelmet ért el. Az 1967–68-as idényben 19 góllal bajnoki gólkirály lett.

### A válogatottban
1965 és 1969 között 18 alkalommal szerepelt a török válogatottban és hat gólt szerzett.

### Edzőként
1977-ben, majd 1978–79-ben a Göztepe vezetőedzője volt. 1979 és 1981 között az Orduspor, 1981 és 1983 között a Samsunspor, 1985 és 1987 között a Diyarbakırspor, 1990 és 1992 között az Alanyaspor, 1992–93-ban a Mersin İdman Yurdu szakmai munkáját irányította. 1994–95-ben és 1997-ben ismét a anyaegyesülete a Göztepe vezetőedzője volt. Közben 1996–197-ben a Nazilli csapatánál tevékenykedett.

## Sikerei, díjai
Göztepe
- Török bajnokság
  - gólkirály: 1967–68 (19 gól)[4][5]
- Török kupa
  - győztes (2): 1969, 1970[6][7]
  - döntős: 1967 [8]
  - gólkirály: 1970[7]
- Török szuperkupa
  - győztes: 1970[9]
  - döntős: 1969[9]

## Statisztika

### Mérkőzései a török válogatottban
| Törökország | Törökország          | Törökország                       | Törökország   | Törökország | Törökország    | Törökország  | Törökország | Törökország |
| #           | Dátum                | Helyszín                          | Hazai         | Eredmény    | Vendég         | Kiírás       | Gólok       | Esemény     |
| ----------- | -------------------- | --------------------------------- | ------------- | ----------- | -------------- | ------------ | ----------- | ----------- |
| 1.          | 1965. január 24.     | Oeiras, Estádio Nacional do Jamor | Portugália    | 5 – 1       | Törökország    | vb-selejtező | 1           | 33'         |
| 2.          | 1965. október 9.     | Isztambul, Ali Sami Yen Stadion   | Törökország   | 0 – 6       | Csehszlovákia  | vb-selejtező | -           |             |
| 3.          | 1965. október 23.    | Ankara, 19 Mayıs Stadion          | Törökország   | 2 – 1       | Románia        | vb-selejtező | 1           | 13'         |
| 4.          | 1966. március 16.    | Teherán, Amdzsadije Stadion       | Irán          | 0 – 0       | Törökország    | RCD-kupa     | -           |             |
| 5.          | 1966. május 30.      | Koppenhága, Idrætsparken Stadion  | Dánia         | 0 – 0       | Törökország    | barátságos   | -           |             |
| 6.          | 1966. október 12.    | Ankara, 19 Mayıs Stadion          | Törökország   | 0 – 2       | NSZK           | barátságos   | -           |             |
| 7.          | 1966. október 16.    | Moszkva, Központi Lenin Stadion   | Szovjetunió   | 0 – 2       | Törökország    | barátságos   | 1           | 14'         |
| 8.          | 1966. november 16.   | Dublin, Dalymount Park            | Írország      | 2 – 1       | Törökország    | Eb-selejtező | -           |             |
| 9.          | 1967. január 22.     | Tunisz, Stade Chedly Zouiten      | Tunézia       | 0 – 0       | Törökország    | barátságos   | -           |             |
| 10.         | 1967. február 1.     | Isztambul, Ali Sami Yen Stadion   | Törökország   | 0 – 0       | Spanyolország  | Eb-selejtező | -           |             |
| 11.         | 1967. május 31.      | Bilbao, San Mamés Stadion         | Spanyolország | 2 – 0       | Törökország    | Eb-selejtező | -           |             |
| 12.         | 1967. június 18.     | Pozsony, Tehelné pole             | Csehszlovákia | 3 – 0       | Törökország    | Eb-selejtező | -           |             |
| 13.         | 1967. november 15.   | Ankara, 19 Mayıs Stadion          | Törökország   | 0 – 0       | Csehszlovákia  | Eb-selejtező | -           |             |
| 14.         | 1967. november 26.   | Dakka, Nemzeti Stadion (PAK)      | Irán          | 0 – 1       | Törökország    | RCD-kupa     | -           | lecserélve  |
| 15.         | 1967. november 28.   | Dakka, Nemzeti Stadion            | Pakisztán     | 4 – 7       | Törökország    | RCD-kupa     | 2           | 4' 6'       |
| 16.         | 1968. április 24.    | Chorzów, Śląski Stadion           | Lengyelország | 8 – 0       | Törökország    | barátságos   | -           |             |
| 17.         | 1968. december 11.   | Isztambul, Mithat Paşa Stadion    | Törökország   | 0 – 3       | Észak-Írország | vb-selejtező | -           |             |
| 18.         | 1969. szeptember 14. | Ankara, 19 Mayıs Stadion          | Törökország   | 4 – 2       | Pakisztán      | RCD-kupa     | 1           | 18'         |
|             | Összesen             |                                   |               | 18          | mérkőzés       |              | 6           | gól         |